# Communauté de communes de Bayeux Intercom
La communauté de communes de Bayeux Intercom est une communauté de communes française du département du Calvados, dans la région Normandie.

## Historique
Elle a été créée le 12 octobre 1993 à l'initiative de  Jean-Léonce Dupont, maire-adjoint de Bayeux, André Lefèvre, maire de Subles et Christian Bansard, maire de Saint-Martin-des-Entrées. Elle regroupait alors douze communes, puis quatorze en 1997. Elles étaient trente-quatre entre 2003 et 2015. Rejointes par Arromanches-les-Bains et Saint-Côme-de-Fresné, elles sont trente-six depuis le 1er janvier 2016.

## Territoire communautaire

### Géographie
Située dans le nord du département du Calvados, la communauté de communes de Bayeux Intercom regroupe 36 communes et s'étend sur 199 km2.

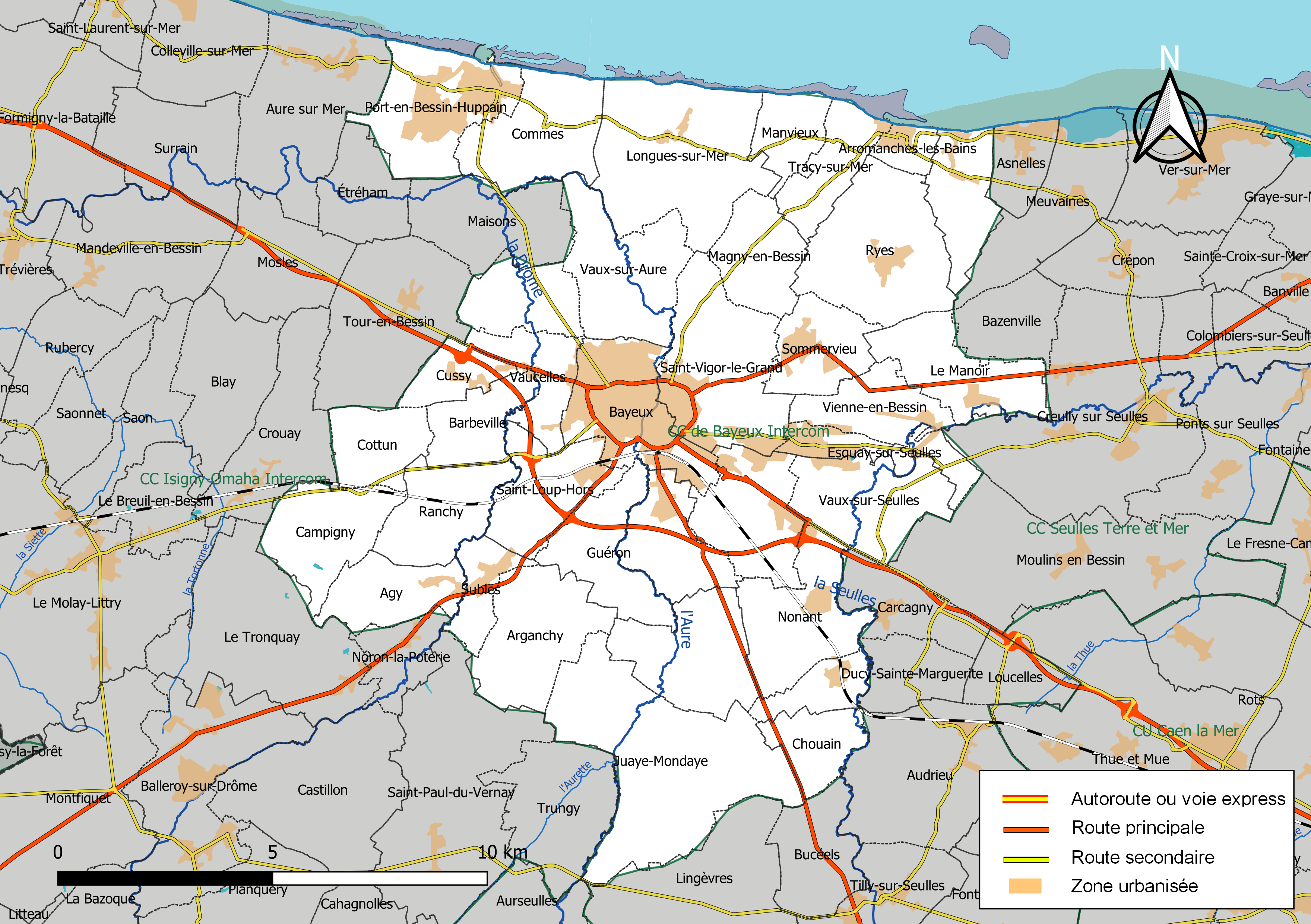
Carte de la communauté de communes de Bayeux Intercom au 1er janvier 2019.

### Composition
La communauté de communes est composée des 36 communes suivantes :

| Nom                      | Code Insee | Gentilé                  | Superficie (km2) | Population (dernière pop. légale) | Densité (hab./km2) |
| ------------------------ | ---------- | ------------------------ | ---------------- | --------------------------------- | ------------------ |
| Bayeux (siège)           | 14047      | Bajocasses ou Bayeusains | 7,1              | 12 754 (2022)                     | 1 796              |
| Agy                      | 14003      |                          | 4,21             | 317 (2022)                        | 75                 |
| Arganchy                 | 14019      | Arganchois               | 7,07             | 216 (2022)                        | 31                 |
| Arromanches-les-Bains    | 14021      | Arromanchais             | 1,37             | 431 (2022)                        | 315                |
| Barbeville               | 14040      | Barbevillais             | 3,47             | 228 (2022)                        | 66                 |
| Campigny                 | 14130      | Campignais               | 5,61             | 185 (2022)                        | 33                 |
| Chouain                  | 14159      | Chouanais                | 3,15             | 234 (2022)                        | 74                 |
| Commes                   | 14172      | Commésiens               | 6,64             | 470 (2022)                        | 71                 |
| Condé-sur-Seulles        | 14175      | Condéens                 | 2,44             | 303 (2022)                        | 124                |
| Cottun                   | 14184      | Cottunois                | 3,77             | 232 (2022)                        | 62                 |
| Cussy                    | 14214      |                          | 2,34             | 170 (2022)                        | 73                 |
| Ellon                    | 14236      | Ellonais                 | 6,73             | 632 (2022)                        | 94                 |
| Esquay-sur-Seulles       | 14250      |                          | 2,9              | 292 (2022)                        | 101                |
| Guéron                   | 14322      | Guéronais                | 5,27             | 245 (2022)                        | 46                 |
| Juaye-Mondaye            | 14346      | Juanais                  | 16,12            | 697 (2022)                        | 43                 |
| Longues-sur-Mer          | 14377      | Longuais                 | 12,29            | 587 (2022)                        | 48                 |
| Magny-en-Bessin          | 14385      | Magnusiens               | 4,42             | 160 (2022)                        | 36                 |
| Le Manoir                | 14400      | Maneriens                | 5,88             | 200 (2022)                        | 34                 |
| Manvieux                 | 14401      | Manviexois               | 2,82             | 136 (2022)                        | 48                 |
| Monceaux-en-Bessin       | 14436      | Monçois                  | 4,73             | 567 (2022)                        | 120                |
| Nonant                   | 14465      | Nonantais                | 6,82             | 516 (2022)                        | 76                 |
| Port-en-Bessin-Huppain   | 14515      | Portais                  | 7,56             | 1 888 (2022)                      | 250                |
| Ranchy                   | 14529      | Ranchois                 | 5,14             | 273 (2022)                        | 53                 |
| Ryes                     | 14552      | Rissois                  | 9,59             | 491 (2022)                        | 51                 |
| Saint-Côme-de-Fresné     | 14565      | Saint Comiens            | 4,31             | 252 (2022)                        | 58                 |
| Saint-Loup-Hors          | 14609      | Horsais                  | 5,29             | 521 (2022)                        | 98                 |
| Saint-Martin-des-Entrées | 14630      | Saint-Martinais          | 5,99             | 760 (2022)                        | 127                |
| Saint-Vigor-le-Grand     | 14663      | Saint-Vigoriens          | 9,7              | 2 533 (2022)                      | 261                |
| Sommervieu               | 14676      | Sommerviducasses         | 4,3              | 987 (2022)                        | 230                |
| Subles                   | 14679      | Sublais                  | 2,44             | 675 (2022)                        | 277                |
| Sully                    | 14680      | Sullysiens               | 4                | 167 (2022)                        | 42                 |
| Tracy-sur-Mer            | 14709      | Traciens                 | 3,72             | 348 (2022)                        | 94                 |
| Vaucelles                | 14728      | Vaucellais               | 3,56             | 600 (2022)                        | 169                |
| Vaux-sur-Aure            | 14732      | Vallonnais               | 7,6              | 284 (2022)                        | 37                 |
| Vaux-sur-Seulles         | 14733      | Vaussois                 | 6,56             | 322 (2022)                        | 49                 |
| Vienne-en-Bessin         | 14744      | Viennois                 | 4,1              | 266 (2022)                        | 65                 |

### Démographie
| 1968   | 1975   | 1982   | 1990   | 1999   | 2006   | 2011   | 2016   |
| ------ | ------ | ------ | ------ | ------ | ------ | ------ | ------ |
| 22 350 | 24 984 | 27 633 | 28 903 | 29 142 | 29 253 | 29 424 | 30 121 |

## Administration

### Siège
Le siège de la communauté de communes est situé à Bayeux.

### Les élus
Elle est administrée par un conseil communautaire constitué de  67 conseillers titulaires et 32 conseillers suppléants. Il se réunit en moyenne une fois par mois. Le conseil municipal de chaque commune a désigné ses délégués communautaires proportionnellement au nombre d'habitants de la commune. 
| Nombre de conseillers | Communes               |
| --------------------- | ---------------------- |
| 27                    | Bayeux                 |
| 4                     | Saint-Vigor-le-Grand   |
| 3                     | Port-en-Bessin-Huppain |
| 2                     | Sommervieu             |
| 1                     | Le reste des communes  |

Le bureau définit la politique communautaire. 
Neuf commissions, une par compétence, instruisent les dossiers à présenter au conseil communautaire.  
- Travaux, Lutte contre les inondations
- Enseignement, Gestion de la Piscine
- Finances
- Eau Potable et Défense Incendie
- Développement Touristique
- Développement Économique
- Assainissement, Environnement
- Aménagement du Territoire, OPAH, SIG
- Administration Générale et Personnel

### Présidence
| Période       | Période      | Identité           | Étiquette | Qualité                                         |
| ------------- | ------------ | ------------------ | --------- | ----------------------------------------------- |
| novembre 1993 | janvier 2000 | Jean-Léonce Dupont | UDF       | Sénateur-maire de Bayeux                        |
| janvier 2000  | avril 2008   | Christian Bansard  |           | Maire de Saint-Martin-des-Entrées (1989 → 2008) |
| avril 2008    | En cours     | Patrick Gomont     | LC-UDI    | Maire de Bayeux (2001 → )                       |

### Compétences
Dès sa création, l'intercommunalité devait exercer des compétences obligatoires :  
- aménagement de l'espace et de l'environnement,
- création et réalisation de zones d'activités d'intérêt communautaire,
- développement économique,
- développement touristique.

La communauté a étendu ses compétences en 2005 et 2006 :
- 1er juin 2005 : extension des compétences à l'information géographique, à l'eau potable et la défense incendie,
- 24 novembre 2005 et 1er janvier 2006 : extension des compétences à l'enseignement préélémentaire et élémentaire,
- 11 octobre 2006 : extension des compétences à la collecte et au traitement des déchets ménagers et assimilés.

### Régime fiscal et budget
Le régime fiscal de la communauté de communes est la fiscalité professionnelle unique (FPU).